# Phedina
Phedina is een monotypisch geslacht van zangvogels uit de familie zwaluwen (Hirundinidae). De enige soort:
- Phedina borbonica  – Maskarenenzwaluw